# Gulbene
Gulbene  är en stad i Livland, nordöstra Lettland. Staden är administrativt centrum i Gulbenes distrikt.

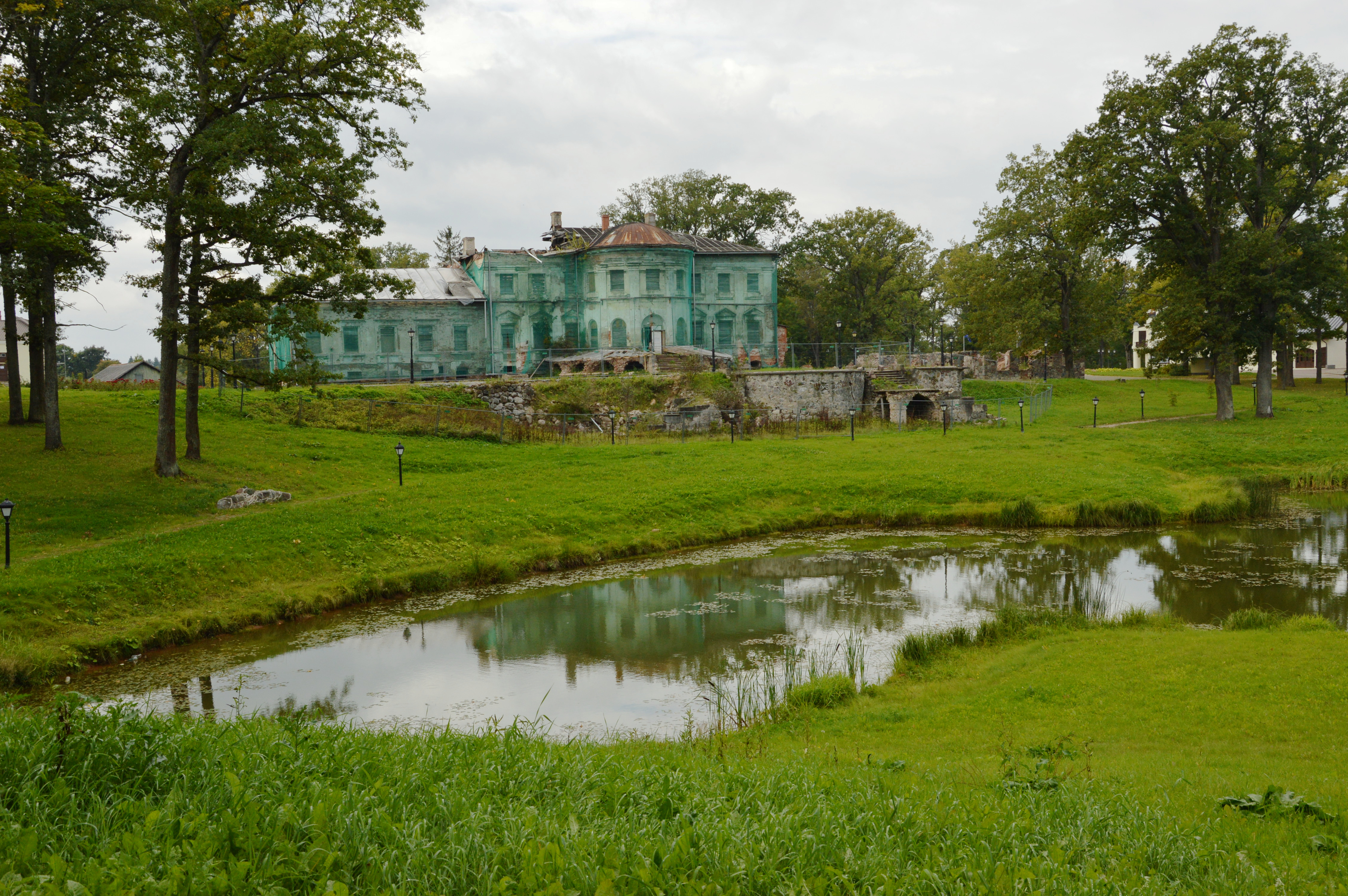
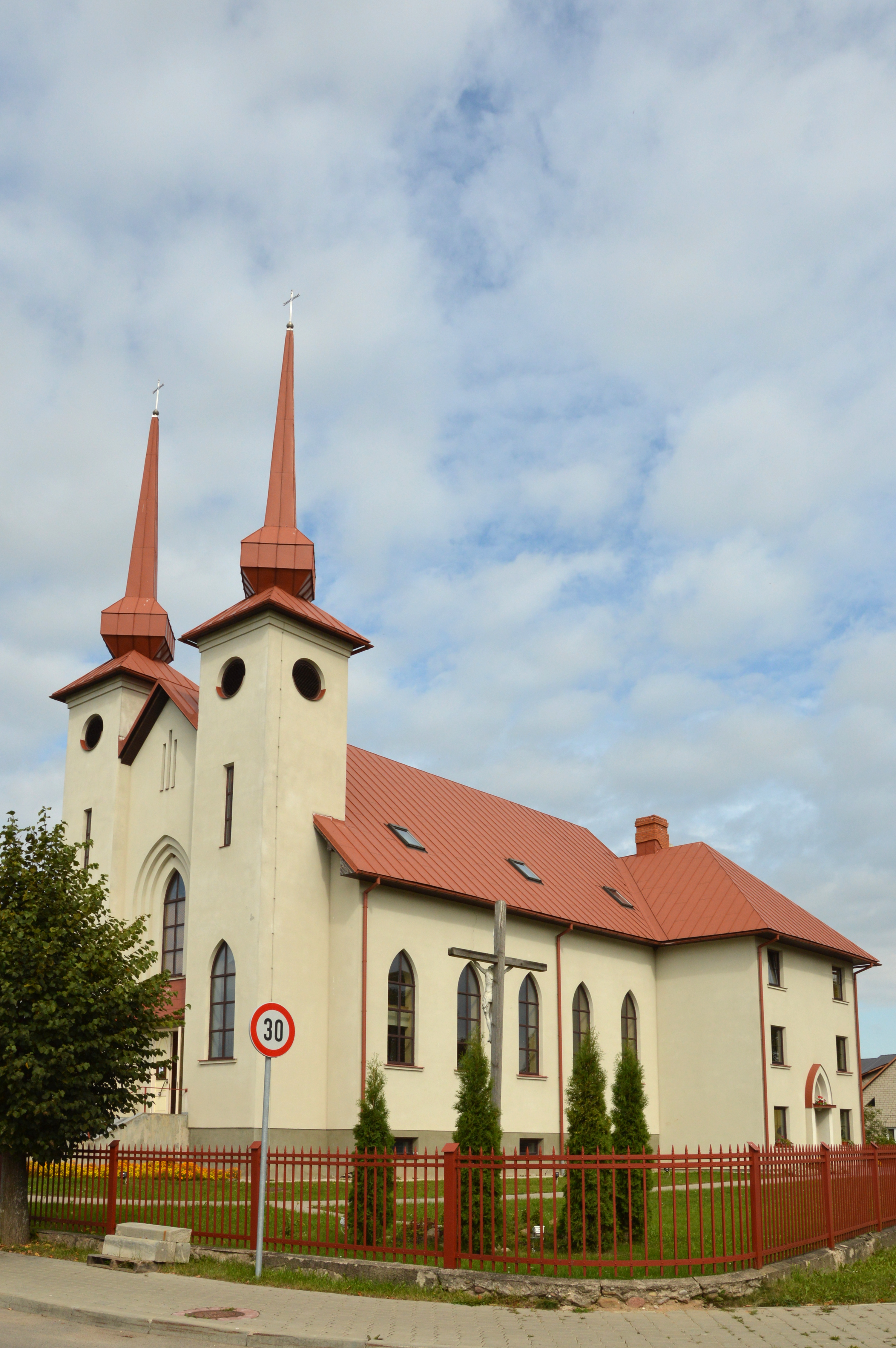
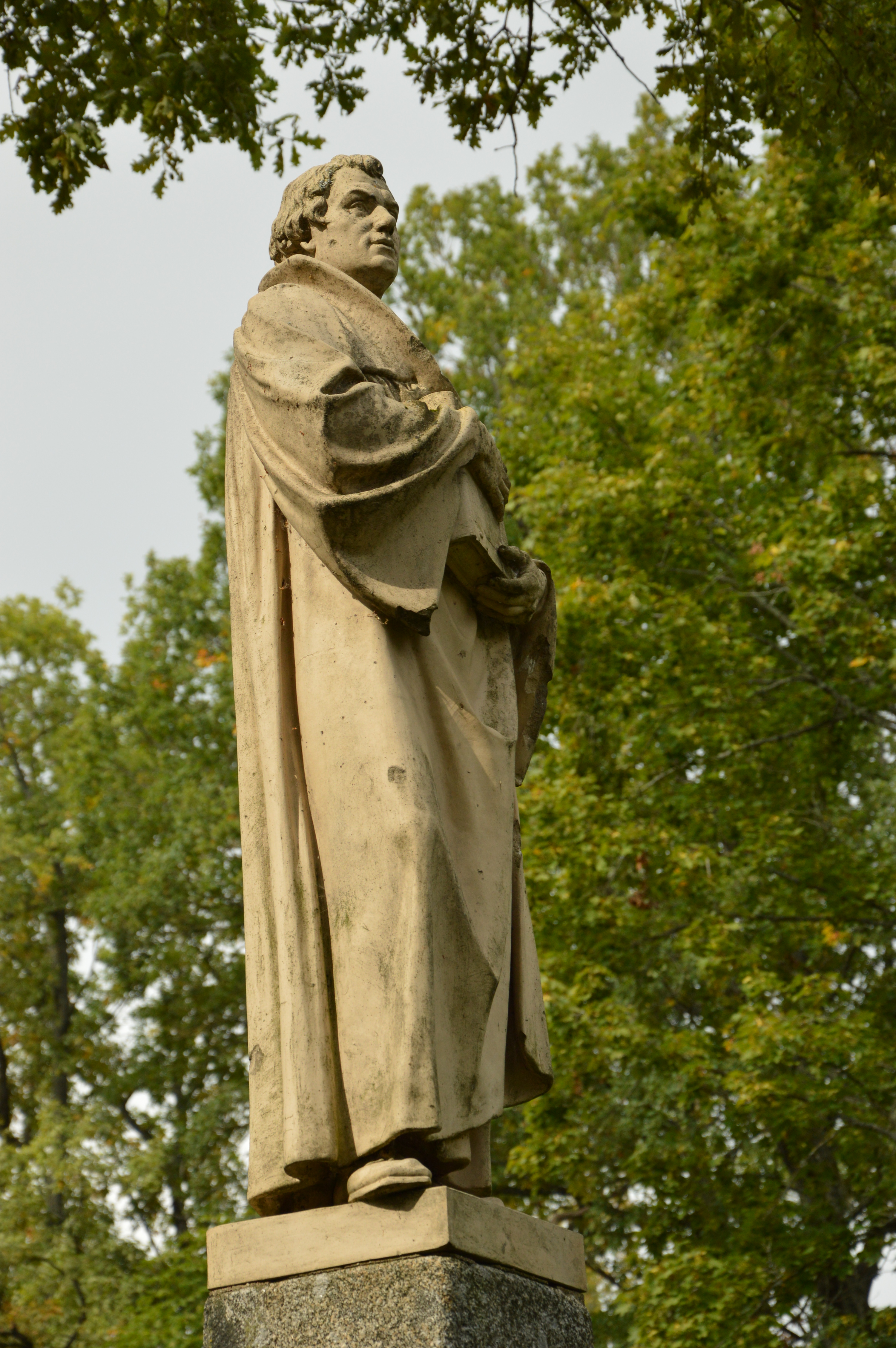
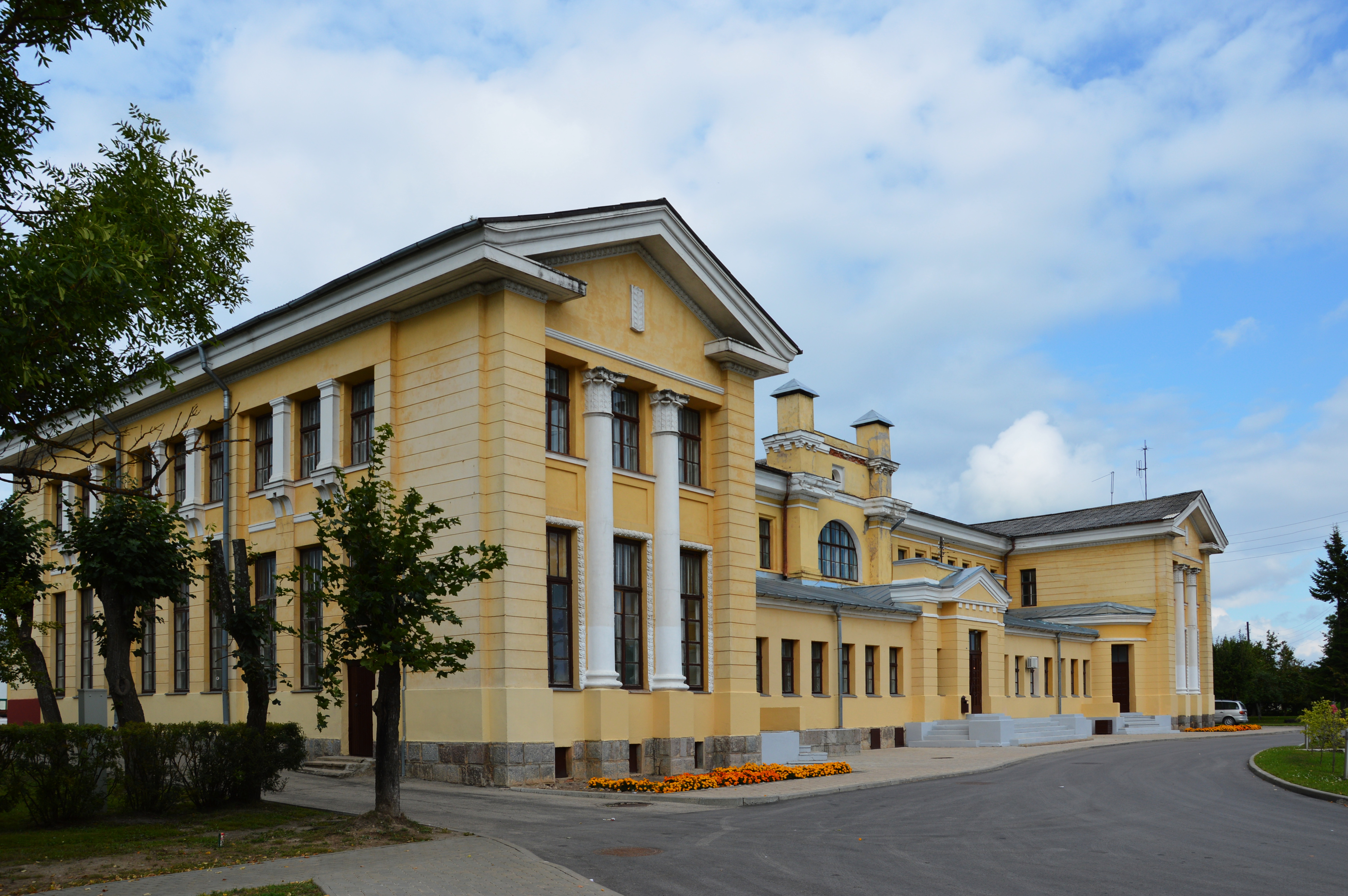
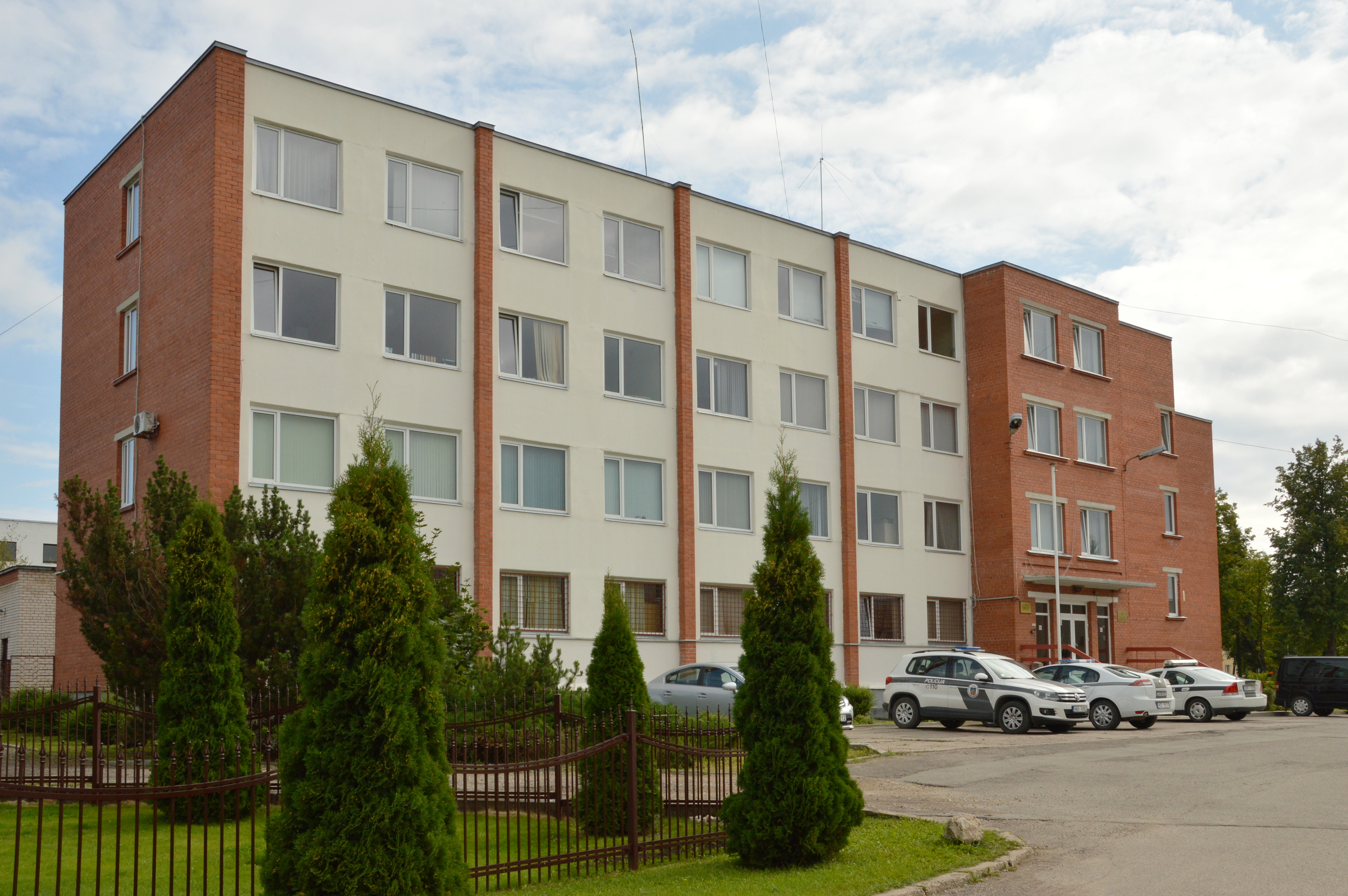
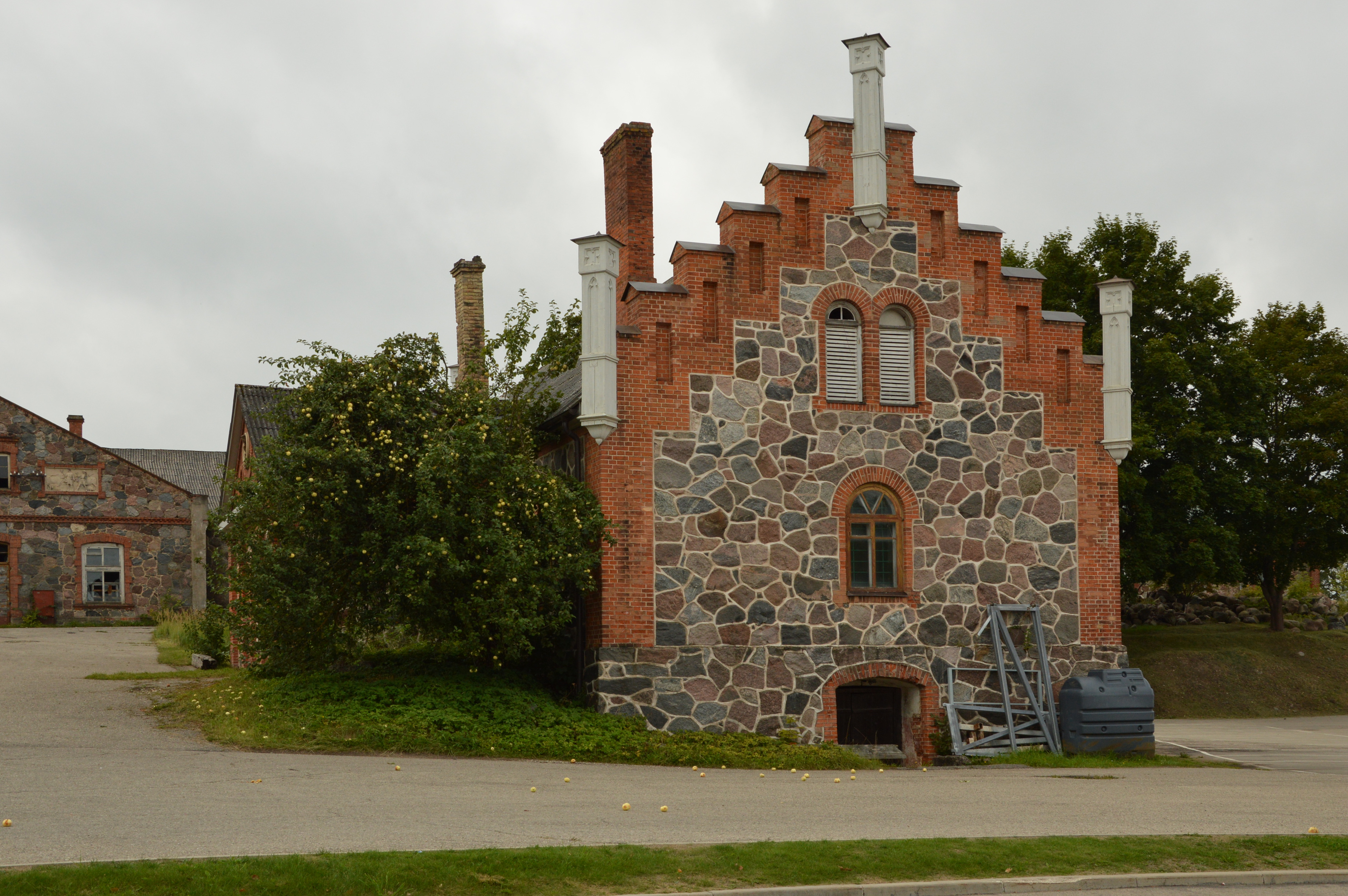
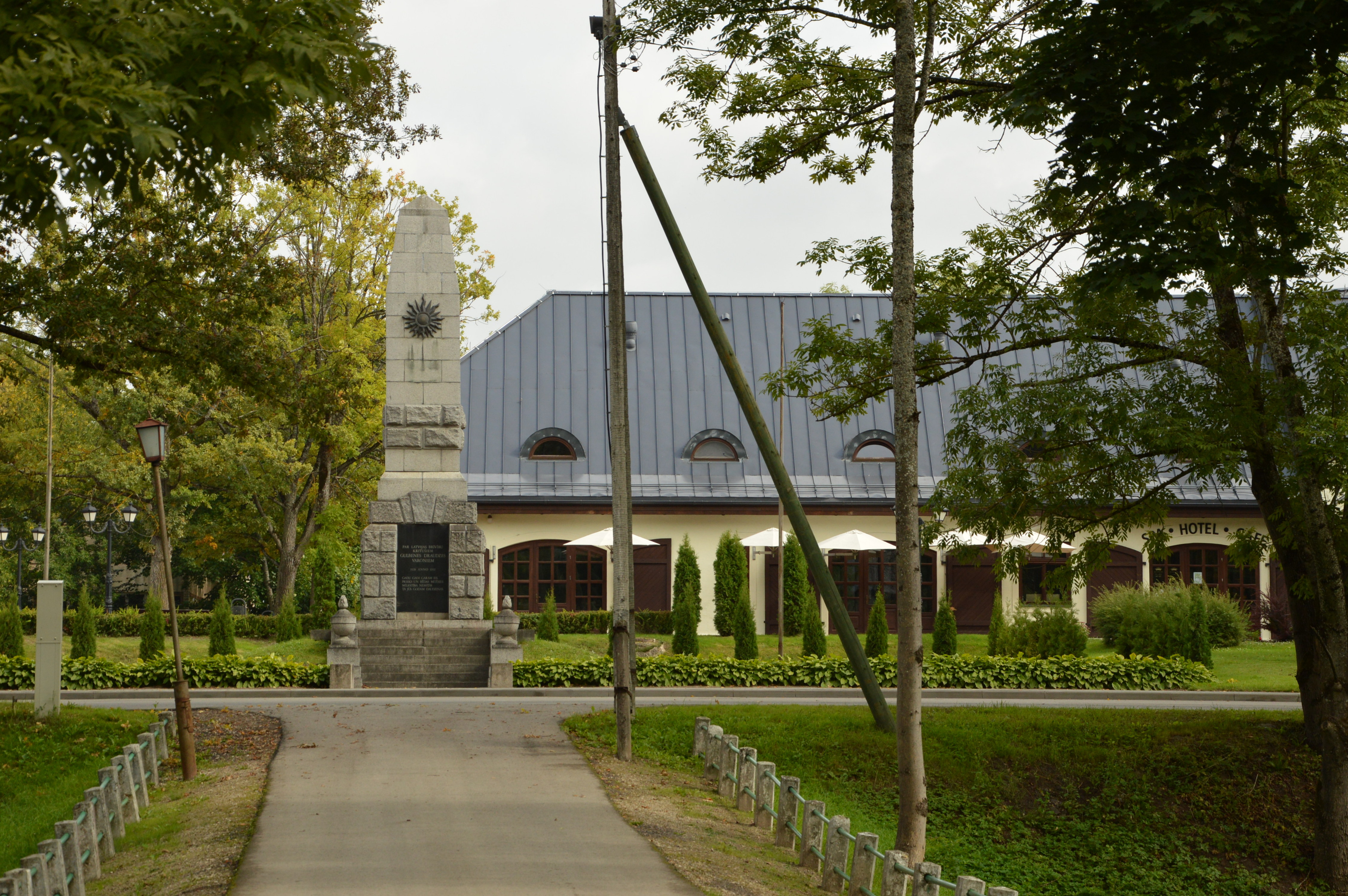
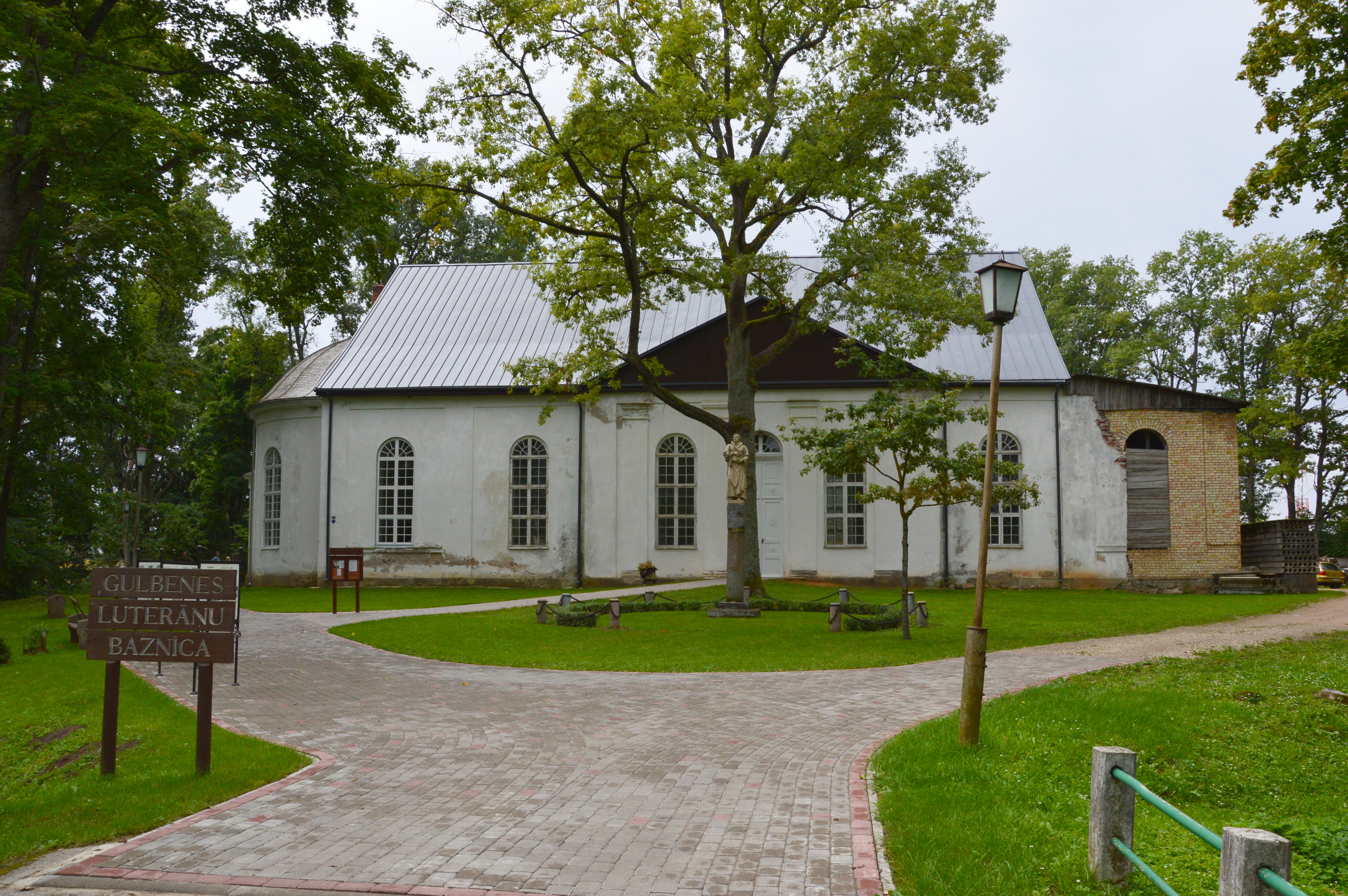